# 南陽市議会
南陽市議会（なんようしぎかい）は、山形県南陽市の地方議会である。

## 概要
- 定数：16人
- 任期：4年。議会解散が実施されれば任期満了前であっても議員任期は終了する。
- 前回選挙：2024年（令和6年）3月24日選挙[1]

- 選挙区：市全体を1選挙区とする大選挙区制（単記非移譲式）
- 所在地：山形県南陽市三間通436-1（南陽市役所内）
- 議長： 遠藤榮吉
- 副議長：島津善衞門
- 主な役割：審議、議決、一般質問、代表質問、同意、市政のチェック、請願や陳情の審査、意見書の提出、調査研究、充て職、行政行事出席、行政視察等

### 委員会
- 議会運営委員会
- 議会報編集委員会

#### 常任委員会
- 総務常任委員会
- 文教厚生常任委員会
- 産業建設常任委員会

#### 特別委員会
- 予算特別委員会
- 決算特別委員会

### 定例会
- 3月、6月、9月、12月

### 事務局
- 議会事務局

## 会派
| 会派名                  | 議員数 | 所属党派                | 議員名（◎は代表者）                                                                              | 女性議員数 |
| ----------------------- | ------ | ----------------------- | ------------------------------------------------------------------------------------------------ | ---------- |
| 保守公明クラブ          | 7      | 無所属 公明党1          | ◎山口 裕昭（会長）、伊藤 英司（会長代行）、大友 太朗、佐藤 和広、中村 孝律、外山 弘樹、佐藤 信行 | 0          |
| 六合会 （りくごうかい） | 3      | 無所属                  | ◎須藤 清市（会長）、茂出木 純也（会長代行）、髙岡 遼多                                           | 0          |
| 真政会                  | 2      | 国民民主党1 立憲民主党1 | ◎板垣 致江子（会長）、高橋 一郎（会長代行）                                                      | 1          |
| 会派に属さない議員      | 4      | 無所属 日本共産党1      | ◎小松 武美、濱田 藤兵衛、島津 善衞門、遠藤 榮吉                                                  | 0          |
| 計                      | 16     |                         |                                                                                                  | 1          |

（2024年4月4日現在）

## 議員報酬等
| 役職   | 議員報酬        | 政務活動費 |
| ------ | --------------- | ---------- |
| 議長   | 月額 45万5000円 | 月額 1万円 |
| 副議長 | 月額 40万5000円 | 月額 1万円 |
| 議員   | 月額 38万0000円 | 月額 1万円 |

- 別途、年2回期末手当あり
- 政務活動費の残金は市に返還する義務がある
- 議員年金は2011年（平成23年）6月1日で廃止されている

## 議会出身者
- 荒井幸昭（元南陽市長）
- 塩田秀雄（元南陽市長）
- 白岩孝夫（南陽市長）

## その他
- 南陽みらい議会[4] - 令和5年から、市内の中高生が、選挙、政策立案、討議、政策実現までを目指す事業を実施。半年間で4回程度、みらい議会を開催している。